# Ideon Gateway
Ideon Gateway är en 74 meter hög byggnad som ligger i norra delen av Ideon i nordöstra Lund, några hundra meter väster om E22. Dess höjd gör byggnaden till den högsta i Lund.
Ideon Gateway började uppföras i slutet av 2010 och invigdes i januari 2013. Det är Ikano som byggt och idag förvaltas fastigheten av Wihlborgs Fastigheter. Det är ungefär 700 personer som arbetar i byggnaden.
Husets fasad ändrar färg beroende på vilken vinkel man ser den från och hur ljuset står. Stora delar av fasaden är täckt av flerskiktig plastfilm, där ljuset bryts på olika sätt i olika lager, beroende på varierande täthet.
Ideon Gateway ritades av  Jerker Edfast på Uulas arkitekter AB. SandellSandberg arkitekter AB har varit delaktiga i inredningen av de publika delarna av kontorshuset.
Huset består av två huskroppar. I den högre delen, 19 våningar hög, finns det plats för företag. I den lägre, som är 14 våningar, finns Elite Hotels med 178 rum.
Miljötänkandet var viktigt redan från början i projektet och Ideon Gateway är en av de första byggnaderna i Sverige att uppnå LEED Platinum-certifiering. Utöver detta är den även certifierad  som Green Building och Miljöbyggnad.